# ویلیام پینکنی
ویلیام پینکنی (به انگلیسی: William Pinkney) سناتور سابق عضو حزب دموکرات-جمهوری‌خواه بود. وی در سال ۱۸۱۹ تا ۱۸۲۲ میلادی سناتور ایالت مریلند در سنای ایالات متحده آمریکا بود.